# الدافع لتعلم لغة أخرى

## الدافع لتعلم لغة أخرى
اللغة الثانية (L2) تشير إلى لغة يتعلمها الفرد وهي ليست لغته الأم، ولكن تستخدم في نطاق ذلك الفرد.إنها ليست مثل اللغة الأجنبية، وهي لغة قد تم تعلمها ولكن لايتم التحدث بها في بلد هذا الفرد. في بحث عن الدافع، فهو يعتبر عملية داخلية تعطي السلوك طاقة وإتجاه ومثابرة في البحث.(بعبارات أخرى، يعطي السلوك قوة وهدف واستمرارية).تعلم لغة جديدة يستغرق وقت وتفانيًا. وبمجرد إجادتك للغة الثانية ستُقدَّم لك العديد من الفرص والفوائد. إنَّ تعلم لغة ثانية أمرمثير ومفيد في جميع الأعمارويقدم فوائد عملية وفكرية وتجعل الشخص طموحًا. عند تعلم لغةٍ ما، يمكن أن يكون هناك هدف واحد أو أكثر - مثل إتقان اللغة والوصول إلى الكفاءة في التواصل - التي تختلف من شخص لآخر. هناك عدد من نماذج دوافع متعلمي اللغة التي تم تطويرها وافتراضها أو العمل بها في مجالات عدة مثل اللغويات وعلم اللغة الاجتماعية، مشاركةً لإكتساب اللغة الثانية في إعداد الفصول الدراسية. يمكن تقسيم وجهات النظر المختلفة في الدافع لتعلم لغة أخرى إلى ثلاث مراحل مختلفة: الفترة النفسية الاجتماعية، والفترة المعرفية، والفترة ذات التوجه العملي.

## الفترة النفسية الاجتماعية
وتشدد المنظورات النفسية الاجتماعية على الدافع لتعلم لغة أخرى على السياق الاجتماعي للأفراد والتفاعلات الاجتماعية. ولقد ازدهرت الفترة النفسية الاجتماعية في أبحاث الدافع في تعلم لغة أخرى في سياق ثنائي اللغة في كندا من عام 1959 حتى عام 1990 (دورنيي، 2005؛ أوشيودا، 2012). وخلال هذه الفترة، طوَّرغاردنر النموذج الاجتماعي التربوي بينما اكتشف كليمنت وزملاؤه نظرية الثقة بالنفس اللغوية.

## النموذج الاجتماعي التربوي
وضع روبرت سي غاردنر النموذج الاجتماعي التربوي الذي يوحي بأن تعلم لغة أخرى لا يمكن تفسيره فقط من قبل كفاءة الناس وقدرتهم على اكتساب العديد من اللغات. وأكد أن الفروق الفردية هي العوامل الرئيسية التي تؤثر على اكتساب اللغة الثانية في فهم آلية تعلم اللغة الثانية ونتائجها. من المهم النظر إلى السياقات الثقافية التي تؤثر على موقف الناس ودوافعهم لتعلم لغة أخرى متميزة ثقافيًا، وفيما يتعلق بالكفاءة باعتبارها العامل الوحيد، يرفض الباحثون الأسباب الاجتماعية والسياقية والعملية التي تدفع الناس إلى تعلم لغات أخرى.
وقد استُنتِج من النموذج الاجتماعي التربوي الأصلي (1979) أن هناك عاملين رئيسين يؤثران على أداء اللغة الثانية وهي: الكفاءة، والدافع إلى التعلم. غير أن هذا النموذج ركَّزعلى عامل التحفيز لأن غاردنر كان مهتما بكيفية نجاح الناس في كسب اللغة الثانية حتى عندما بدا أن كفاءتهم أقل من المتوسط. وهذا يعني أن الدافع لعب دورًا أكبر في قيادة هؤلاء الناس لتعلم لغة أخرى. ثم حاول النموذج توضيح أن هذه العوامل التحفيزية قد حدثت في المواقع التي يحدث فيها تعلم اللغة الأخرى: الموقع الرسمي (أي السياق التعليمي)، والموقع غير الرسمي (أي السياق الثقافي). ولقد ناقش غاردنر كيف يلعب هذين السياقين أدوارًا متميزة في تعزيز أداء لغة المتعلم الثانية أي أن السياق التعليمي أصبح مكانًا تضح فيه التعليمات والتصحيحات، في حين أن السياق الثقافي كان مجالاً يسمح للمتعلمين بالانغماس في الثقافة الأخرى دون وضع أي قواعد أو تعليمات محددة.و في كلا الاتجاهين، أصبح المتعلمون على دراية بصورةٍ كبيرة عن البيئات الاجتماعية والثقافية وراء اللغة الثانية، وتحفزهم هذه البيئات على تعلم اللغة الثانية أكثر. وعند هذا التحول، وتظهر النتائج اللغوية والغير لغوية عند هذا التحول. ويميل المتعلمون في العنصر اللغوي إلى تطوير كفاءة وطلاقة اللغة الثانية، في حين يخضعون في النتائج غير اللغوية لتغييرات في المواقف تجاه الثقافة لأنها أتت من اللغة الثانية.
تبدأ عملية اكتساب اللغة الثانية من الوسط الاجتماعي حيث يكون لدى المتعلمين مواقف مبدئية تجاه الثقافة الكامنة وراءها.لقد حصلوا على هذه المعتقدات مسبقًا من ثقافاتهم الخاصة وبدورها تؤثر البيئة الاجتماعية على الاستراتيجيات التي يستخدمها الأفراد في اكتساب اللغة الأخرى. وبعد معرفة الفروق الفردية في اكتساب اللغة الثانية، من المهم النظر إلى سياق التعلم (أي التعليمية أو الثقافية) لأنها تحسن أداء اللغة الثانية من خلال الطريقة المباشرة (أي التعليمات الصريحة) وغير المباشرة (أي الغمر الثقافي). وأخيرًا، عندما يكتسب المتعلمون الخبرة والمعرفة من اللغة الثانية، فإنهم يكتسبون نتائج إيجابية متفاوتة مثل الطلاقة وتقدير الثقافة الأخرى.

## تنقيحات النموذج الاجتماعي التربوي
وقد خضع هذا النموذج لتنقيحات عديدة لاستيعاب العمليات الفرعية الكامنة في كل من العوامل الفردية. ففي عام  1985، قدم غاردنر ثلاثة تدابير فرعية وهي الكثافة والرغبة في التعلم والسلوك نحو التعلم لشرح عامل التحفيز. ويعتقد غاردنر أنه إذا عملت هذه المعايير الثلاثة معًا، يمكن للمتعلم استخدام الحافز كأداة لاكتساب اللغة الثانية، أما دورني وغيره من الباحثين يؤكدون أن هذا ليس هو الحال؛ فَهُم يرون أن بإمكان المرء أن تكون لديه رغبة «قوية» في التعلم، ولكن لديه موقفٌ مختلف تجاه عملية التعلم نفسها. ومع ذلك، فإن بعض الأبحاث لا تزال تدعي أن الموقف من التعلم لديه قدرة تنبؤية عالية لأن الموقف له علاقة قوية بالسلوك المباشر (أي التعلم). ومنذ عام 1993 إلى عام 2010، تم تغيير مخطط النموذج بشكل صارم ليشمل التباين في العوامل الخارجية التي تؤثر على تعلم لغة ثانية: أصبح مصطلح «الوسط الاجتماعي» هو «العوامل الخارجية».  وأضيفت المزيد من الخصائص لوصف المتغيرات التي تؤثر على كل من العوامل الفردية؛ وقد جمعت هذه الخصائص في إتجاه الدافع لاختبار البطارية التي وضعها غاردنر.

## إتجاه الدافع«اختبار البطارية»
لقد صنع جاردن أيضًا موقف الدافع اختبار البطارية (أمتب) لقياس كمية العوامل الرئيسية الأربعة ووحداتها الفرعية، ولتوقع أداء اللغة الثانية ونتائج التعلم. ويوجه الاختبار عمومًا المشاركين إلى تقييم مجموعة من البيانات على مقياس 1 إلى 7 (أي أقل احتمالا إلى الأغلب). وعلى مقياس ليكرت من 6 مستويات (أي لا أوافق بشدة إلى الموافقة بشدة). وتتطابق العبارات المختلفة مع متغير معين (أو عامل رئيسي)، ويضاف عشرات من تلك المجموعات لتحديد مقدار هذا المتغير وهو التأثير على تعلم اللغة من المشاركين. ولكن مثل هذا النموذج، فقد تم تنقيح الاختبار على مر السنين (الجملة غير مفهومة، نرجو مراجعة النص الأصلي وإعادة صياغتها). عند مراجعة غاردنر للنموذج الاجتماعي التربوي، سُمِّيت المتغيرات الأربعة الرئيسية التي تقاس في أمتب: (1) التكاملية، (2) موقف نحو الوضع التعلمي، (3) الدافع و (4) القلق من اللغة. وتستخدم متغيرات أخرى في أمتب مثل التوجه الفعال وتشجيع الوالدين في بيئات مختلفة أو حسب الحاجة.

## التكامل
ويعكس المتغير الاندماجي (المعروف أيضا باسم الدافع التكاملي) السياق الثقافي لتعلُّم اللغة الثانية لأنه يحاول قياس مدى انفتاح المتعلم على الثقافة الأخرى التي تستخدم في المقام الأول اللغة الثانية.ويُقيم برنامج «أمتب» هذا المتغير من خلال حساب مدى اهتمام المتعلم عمومًا باللغات الأجنبية، فضلًا عن الإتجاه الحالي تجاه المجتمع الذي يأتي منه مُخرج اللغة الثانية، كما أنها تضع في الحسبان التوجه التكاملي للفرد أو الأسباب الاجتماعية والثقافية لتعلِّم الفرد اللغة الثانية.

## الوضع اتجاه موقف التعلم
على عكس التكاملية، فإنَّ الوضع اتجاه موقف التعلم يكون حسب السياق التعليمي من حيث اكتساب اللغة الثانية والوقائع العاطفية التي تتوافق معها. ويقيس برنامج أمتب هذا المتغير عن طريق مطالبة الفرد بتقييم المعلم ودوره في السياق التعليمي، ويحدد ذلك مدى مساهمة السياق التعليمي في تحسين أداء مستوى اللغة الثانية.

## الدافع
يتم تقييم الدافع «في أمتب» من خلال الجمع بين الرغبة في التعلم، والموقف من التعلم، والكثافة التحفيزية، في حين أن التكامل والموقف نحو وضع التعلم يستهدفان كلاً من مواقع التعلم، والدافع لكل من السياقات وكذلك المتغيرات الوجدانية (أي الفروق الفردية) التي تؤثر على السياقين.

## قلق اللغة
يُعد قلق اللغة متغيراً عاطفيًا في «أمتب»، والذي يتوافق مع ما يشعر به الأفراد عند استخدامهم للغة الثانية، ويتم قياسه في «أمتب» من خلال تحديد مدى قلق المتعلم عندما يكون في الفصول الدراسية أو عند استخدام اللغة بشكل عام.

## الثقة اللغوية بالنفس
لقد بحث كليمنت وشركاؤه عن أهمية العوامل السياقية الاجتماعية فيما يتعلق باكتساب اللغة الثانية.وبالحديث عن هذه العوامل، نرى أن دورنيي (2005) يعتقد بأن الثقة اللغوية بالنفس تلعب الدور الأكثر أهمية في التحفيز على تعلم لغة ثانية، وتشير الثقة اللغوية بالنفس إلى تصورات الشخص عن كفاءته وقدرته على إنجاز المهام بنجاح، وتُؤَّمَّن هذه الثقة اللغوية بالنفس من خلال التفاعل بين المتعلم اللغوي وأعضاء مجتمع اللغات، وتُعزَّز على أساس نوعية وكمية هذه التفاعلات. 
تعزز الثقة بالنفس في المجتمعات المتعددة اللغات هوية متعلمي اللغة مع مجتمع اللغات، وتزيد من استعدادهم لمتابعة تعلم تلك اللغة.

## الفترة المعرفية
وتركز وجهات النظر الإدراكية على كيفية تأثير العمليات العقلية للمتعلمين على دوافعهم. خلال أواخر الثمانينات والتسعينات، تؤكد ان في مجال الدافع لتعلم اللغة قد تحولت إلى نماذج معرفية، مما يعكس «الثورة المعرفية» التي تحدث في علم النفس في ذلك الوقت. وناقش علماء النفس المعرفيون كيف أن تفكير المرء في قدراته وإمكانياته وقيوده وأدائه السابق له تأثيرات كبيرة على الدافع، وهكذا ابتعدت نماذج الدافع لتعلم لغة أخرى عن وجهات النظر النفسية الاجتماعية الواسعة، في حين برزت نظريات صغيرة أكثر ضيقًا. وخلال هذا الوقت، قُدِّمت مساهمات جديرة بالملاحظة من قبل نويلز وزملائه من خلال نموذج يستند إلى نظرية تقرير المصير من الدافع لتعلم اللغة، كما شارك أوشيودا من خلال نظرية الإسناد، وكذلك ويليامز وبوردن بنموذجهما البنائي الاجتماعي.

## نظرية تحديد المصير
وتركز نظرية تقرير المصير على الجوانب الجوهرية والخارجية للدافع، ولقد استكشف نويلز وزملاؤه هذه النظرية في سياق تعلم اللغة، وقاموا بتطوير مقياس توجيه تعلم اللغة الذي يصنف التوجه التحفيزي لشخص ما إما جوهريًا أو خارجيًا أو متحمسًا استنادَا إلى سلسلة متصلة من تقرير المصير. وقد وُجد هذا الاتجاه من البحث في فصول البحث، والمعلمون الذين كانوا داعمين مستقلين ومعززين للجوهر غير مسيطرين ومحددين للتوجهات الذاتية في الطلاب.

## نظرية الإسناد
وتدعي نظرية الإسناد أن الأسباب التي نعزو إليها نجاحنا وفشلنا السابق يلعب دورا حاسمًا في تحفيزنا للمساعي المستقبلية في هذا المجال.واتفاقاً مع هذه النظرية، حددت أوشيودا نمطين توزيعيين مرتبطين بنتائج تحفيزية إيجابية في تعلم اللغة، ينطوي الأول على إسناد النجاحات في تعلم اللغة للعوامل الشخصية في حين يشمل الآخرعزو إخفاقات أحدهم إلى قوى مؤقتة يمكن التغلب عليها.

## نموذج البناء الاجتماعي
نشأ هذا المنظور الإدراكي من «الحركة البنائيةُ» التي تنبع غالبًا من عمل جان بياجيه التي تشمل أيضًا علم النفس لبناء الشخصية (التي طورها جورج كيلي (عالم متخصص في علم النفس)). ويشير هذا النموذج إلى الطبيعة الإستدلالية لعملية التعلم كما أكدها بياجيه. وهذا يفترض أن الناس يشاركون بنشاط في بناء المعنى الشخصي منذ الولادة مباشرة. مما يجعل المتعلم محور التركيز في نظرية التعلم حيث يبني الجميع إحساسهم الخاص بالعالم، وهو أمر أساسي للمنظور البنائي.
المتعلم هو المسيطر على تعلمه نتيجة لمعالجته وتنظيمه المعرفي. والسياق الذي يتعلم فيه. وهذا يعني أن الفرد الذي يتعلم يُسيطرعلى مايتعلم استنادًا إلى الطريقة التي يفكر بها والبيئة المباشرة التي يعيش فيها، فضلًا عن العوامل الداخلية مثل (المزاج، والانشغال، والدافع، الخ ...) كما أنَّ هناك أربعة عناصر رئيسية تم توضيحها من قبل هذا النموذج تؤثر على عملية التعليم والتعلم وهي (المتعلم)، والمعلم، والمهمة، والسياق)  وهي كذلك تتفاعل وتعمل مع وبعضها البعض.   